# Frans Kuyper (waterpolospeler)
Frans Kuyper (Amsterdam, 6 april 1900 - Bergen, 12 maart 1987) was een Nederlands zwemmer, waterpolospeler en coach. Hij was trainer van het Nederlands waterpoloteam op de Olympische Spelen van Berlijn, Londen, Helsinki en Rome. Hij was de coach van het team dat in 1950 Europees kampioen werd.

## Biografie

### Waterpoloër
Kuyper was lid van zwemvereniging De Dolfijn. Met zijn club werd hij in 1931 nationaal kampioen. In 1928 maakte hij deel uit van het Nederlands team dat de kwartfinale haalde op de Olympische Spelen.

### Langeafstandzwemmer
Kuyper haalde driemaal het podium op de Nederlandse kampioenschappen op het onderdeel 1500 meter vrije slag. Hij werd tweede in 1931 en 1932. Een jaar later veroverde hij brons op deze afstand. Met zijn club De Dolfijn haalde hij de zilveren medaille op de 4x200 meter vrije slag.

### Openwaterzwemmer
In 1925 won Kuyper de Traversée de Bruxelles. In 1931 en 1932 was hij de beste Nederlander in de Scheldebeker, een jaarlijkse openwaterzwemwedstrijd.

### Coach
In 1935 werd Kuyper trainer van het Nederlands waterpoloteam. Hij zou dat blijven tot en met de Olympische Spelen van 1960 in Rome. Kuyper maakte goed gebruik van een verandering van de spelregels in 1950 en coachte het team tijdens de Europese Kampioenschappen naar een 9-4 overwinning op titelhouder Italië.

## Erelijst

### Waterpoloër
- Landskampioen 1928

### Zwemmer
Nederlandse kampioenschappen 4x200 meter vrije slag
- 1930: zilveren medaille (team De Dolfijn)

Nederlandse kampioenschappen 1500 meter vrije slag
- 1931: zilver
- 1932: zilver
- 1933, brons

### Openwaterzwemmer
- Traversée de Bruxelles 1925

### Waterpolocoach

#### Olympische Spelen
- Berlijn 1936: 5e plaats
- Londen 1948: bronzen medaille
- Helsinki 1952: 5e plaats
- Rome 1960: 8e plaats

#### Europese kampioenschappen
- Londen 1938: bronzen medaille
- Monaco 1947: 5e plaats
- Wenen 1950: gouden medaille
- Turijn 1954: 4e plaats
- Boedapest 1958: 6e plaats